# Кашмирски сив лангур
Кашмирският сив лангур (Semnopithecus ajax) е вид бозайник от семейство Коткоподобни маймуни (Cercopithecidae). Видът е застрашен от изчезване.

## Разпространение и начин на живот
Лангурите, наречени още ханумани, са общителни животни. Живеят в големи групи от 10 до 60 екземпляра в гората. Хранят се с плодове,листа и семена. Рядко ловят паяци, насекоми, гущери и жаби. Женската ражда едно, рядко две малки след 6-7месечна бременност.Когато малкото стане на 2месеца, то вече може да тича и скача. Скоро започва самостоятелно да си намира храна.Научава се ловко да се катери по клоните и да ходи по земята на четири крака. Сивите лангури живеят по 20години и повече. Те са много шумни. Пръстите на Сивия лангур са много гъвкави, за това те могат да се катерят. Те имат много добро зрение. Групата излъчва наблюдатели, които постоянно следят от върховете за приближаваща опасност. Разпространен е в Индия (Джаму и Кашмир и Химачал Прадеш).